# Bufoceratias wedli
Bufoceratias wedli es un pez lophiiforme de aguas profundas que habita en la zona mesopelágica y en uno de los niveles de la zona batial. Viven a una profundidad de entre 300 y 1750 metros de profundidad.
Posee dos señuelos en su parte posterior, siendo uno de estos más pequeño que el otro. Estos peces se encuentran en el Golfo de México y el Mar Caribe. También habitan en Portugal.

### Lectura recomendada
- Bertelsen, E. (1986) Diceratiidae., p. 1381-1382. In P.J.P. Whitehead, M.-L. Bauchot, J.-C. Hureau, J. Nielsen and E. Tortonese (eds.) Fishes of the North-eastern Atlantic and the Mediterranean. volume 3. UNESCO, Paris.
- Pietsch, T.W., H.-C. Ho and H.-M. Chen (2004) Revision of the deep-sea anglerfish genus Bufoceratias Whitley (Lophiiformes: Ceratioidei: Diceratiidae), with description of a new species from the Indo-West Pacific Ocean., Copeia (1):98-107.